# Batteria Fondo Versace-Spirito Santo

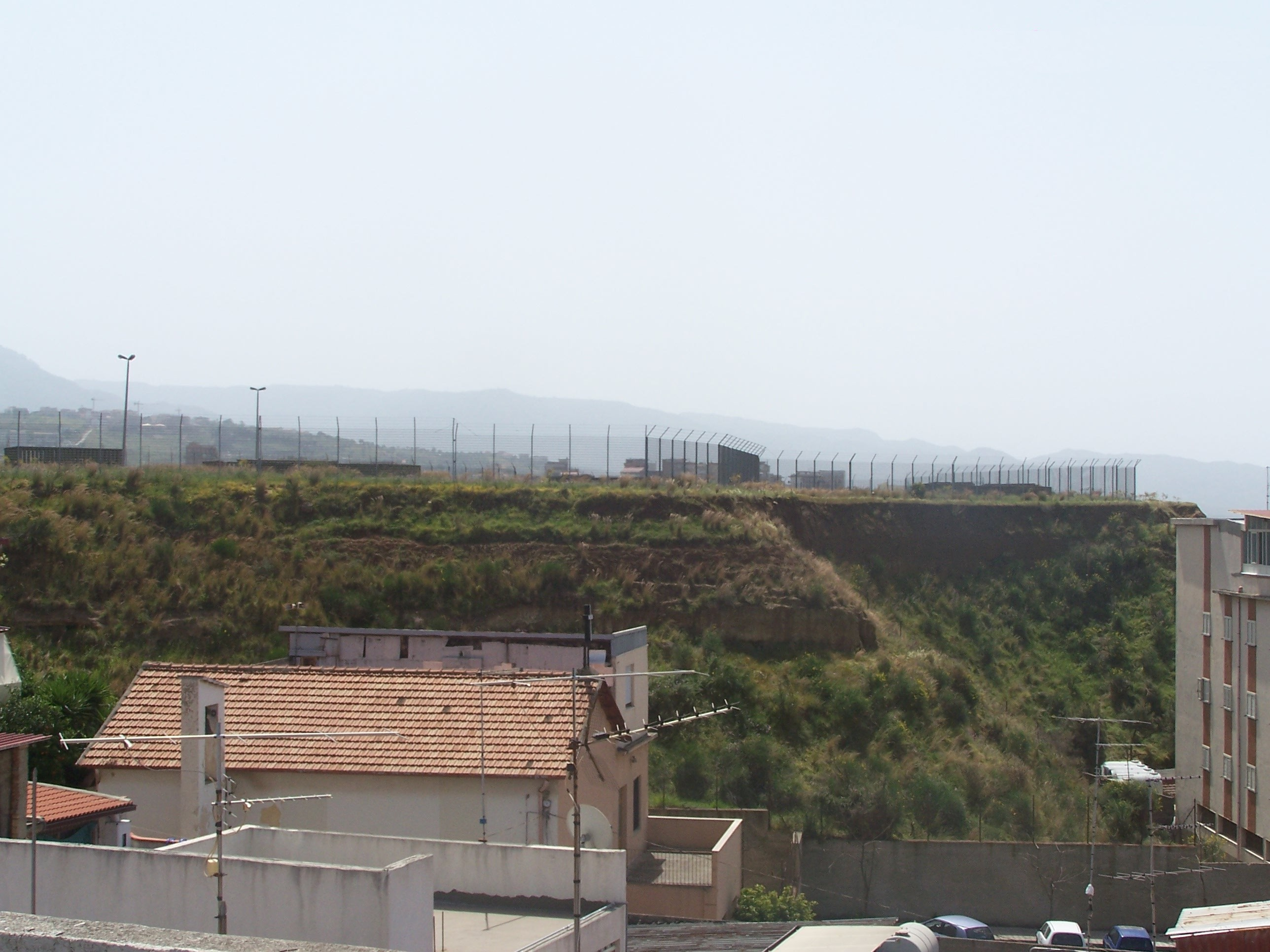
Vista da Nord del sito

La Batteria Fondo Versace è una delle opere di fortificazione militare della città di Reggio Calabria.
Si trova sul versante nord della vallata del Calopinace, su una delle alture che dominano la città a circa 150 m s.l.m., per la precisione sopra le gallerie della tangenziale di Reggio Calabria nei pressi dello svincolo di Spirito Santo e alle adiacenze del quartiere di Fondo Versace.
Per la sua posizione la batteria domina la zona Sud di Reggio compresa tra la fiumara del Calopinace e Punta Pellaro.
Fu costruita, come le altre batterie, verso la metà-fine degli anni 30 nell'ambito della difesa del territorio cittadino. Si tratta di una  batteria doppiocompito su 4 piazzole semicircolari che ospitavano altrettanti cannoni da 76/40, presenti in loco le strutture  di alloggio e guardia.
La funzione principale della batteria gestita dalla XIV legione Milmart consisteva nella difesa aerea e navale.

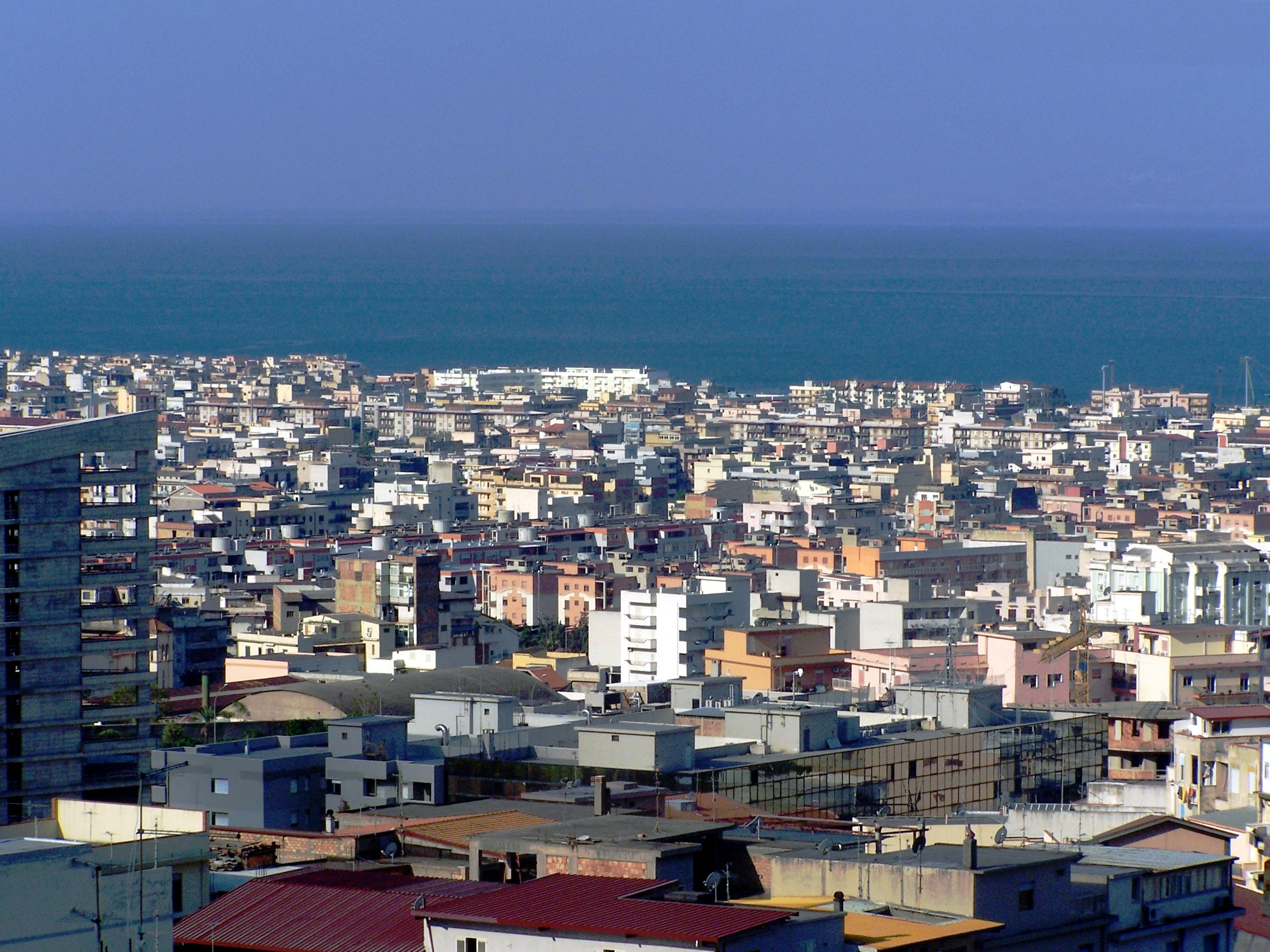
Vista della zona Sud di Reggio dal sito

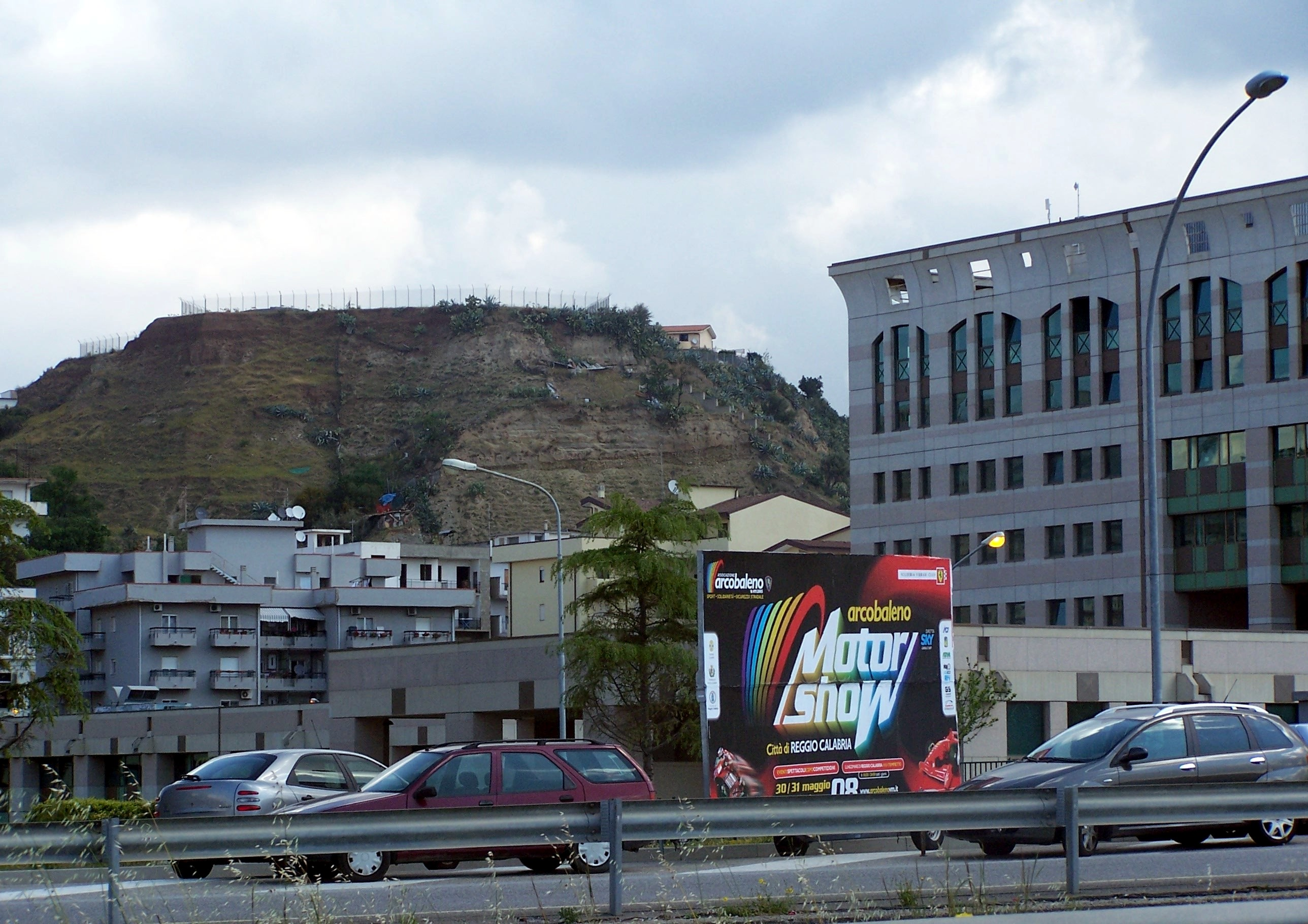
Vista del sito dalla zona Sud con accanto il CEDIR

## Curiosità
- Il sito ha ospitato per 40 anni circa -fino al 2006- un impianto trasmittente in onde medie della RAI.